# HVDC Volgograd-Donbass

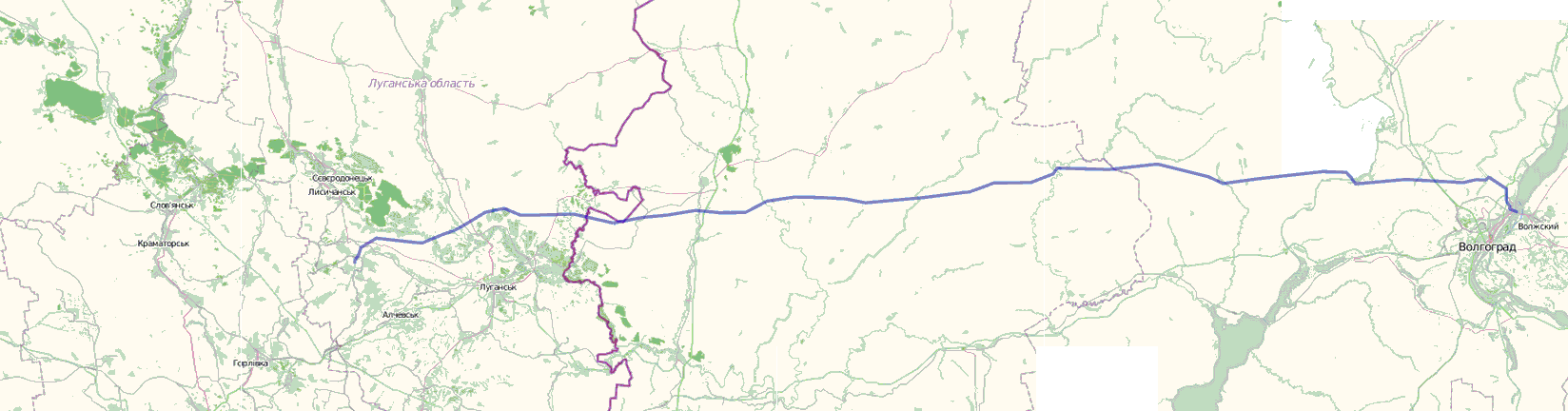
Carte de la ligne

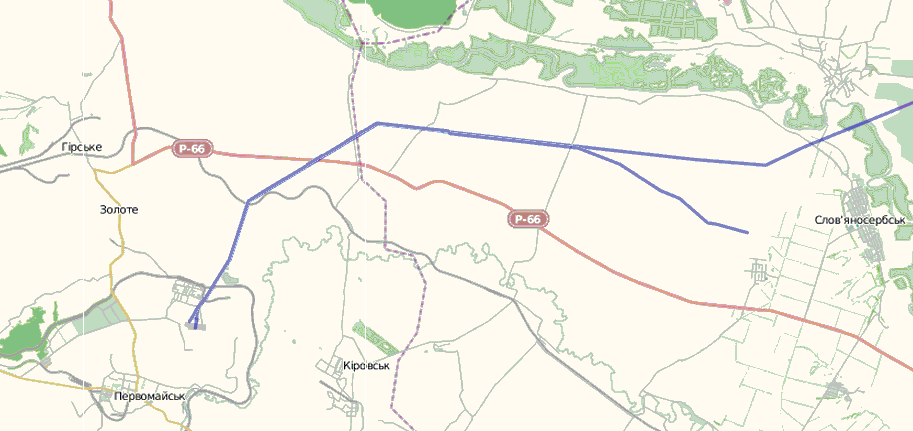
Carte de la ligne proche de Mikhailkovkaya

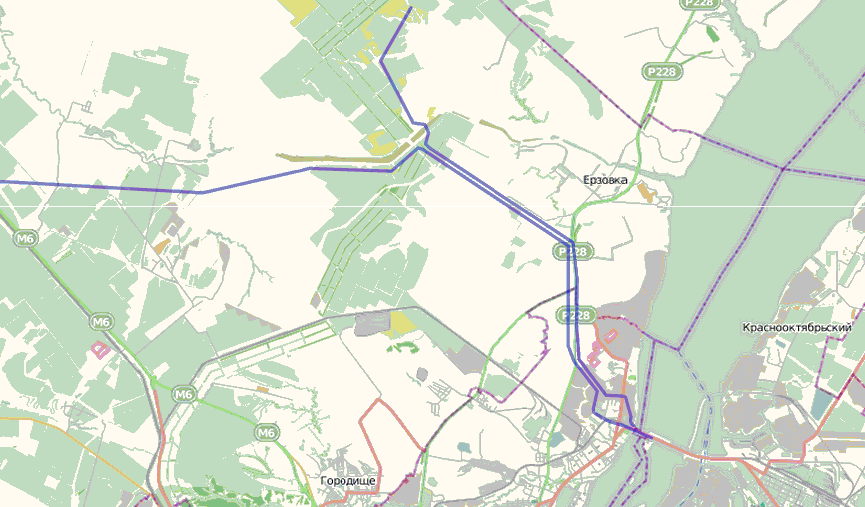
Carte de la ligne proche de Volgograd

La liaison HVDC Volgograd-Donbass est la seule liaison à courant continu haute tension russe. Elle fut construite en 1964, et est constituée d'une ligne à haute tension d'une longueur de 475 kilomètres, entre la centrale hydroélectrique de Volgograd et Pervomaisk, près de Luhansk en Ukraine. Cette liaison peut transmettre 800 mégawatts avec une tension d'opération de 400 kV.
La ligne Volgograd-Donbass est la deuxième ligne à courant continu à être exploitée en URSS. Elle suit la ligne Moscou Kachira. À sa construction, la ligne avait une puissance de 720 MW. Sa tension continue est la plus haute au monde jusqu'à l'ouverture de la ligne Nelson River en 1977. En 2014, l'installation est vétuste et est utilisée à une tension de 100 kV. 

## Histoire
La ligne permet d'interconnecter deux réseaux à courant alternatif reliés par seulement quelques autres lignes électriques. La puissance va essentiellement dans le sens Ukraine-Russie.
Le poste de conversion près de Volgograd est nommé Volzhskaya, celui en Ukraine Mikhailovskaya. 

## Données techniques
| Mise en service                   | Entre octobre 1962 et mai 1965  |
| Fabricant                         | ministère de l'industrie d'URSS |
| Tension nominale                  | ±400 kV                         |
| Puissance nominale                | 720 MW                          |
| Puissance en surcharge continue   | 828 MW                          |
| Courant maximum admissible        | 900 A                           |
| Type de valve                     | Diode à vapeur de mercure       |
| Refroidissement des valves        | à air                           |
| Nombre d'anodes des valves        | 1                               |
| Inductance des bobines de lissage | 1 H                             |
| Position des bobines de lissage   | côté haute tension              |

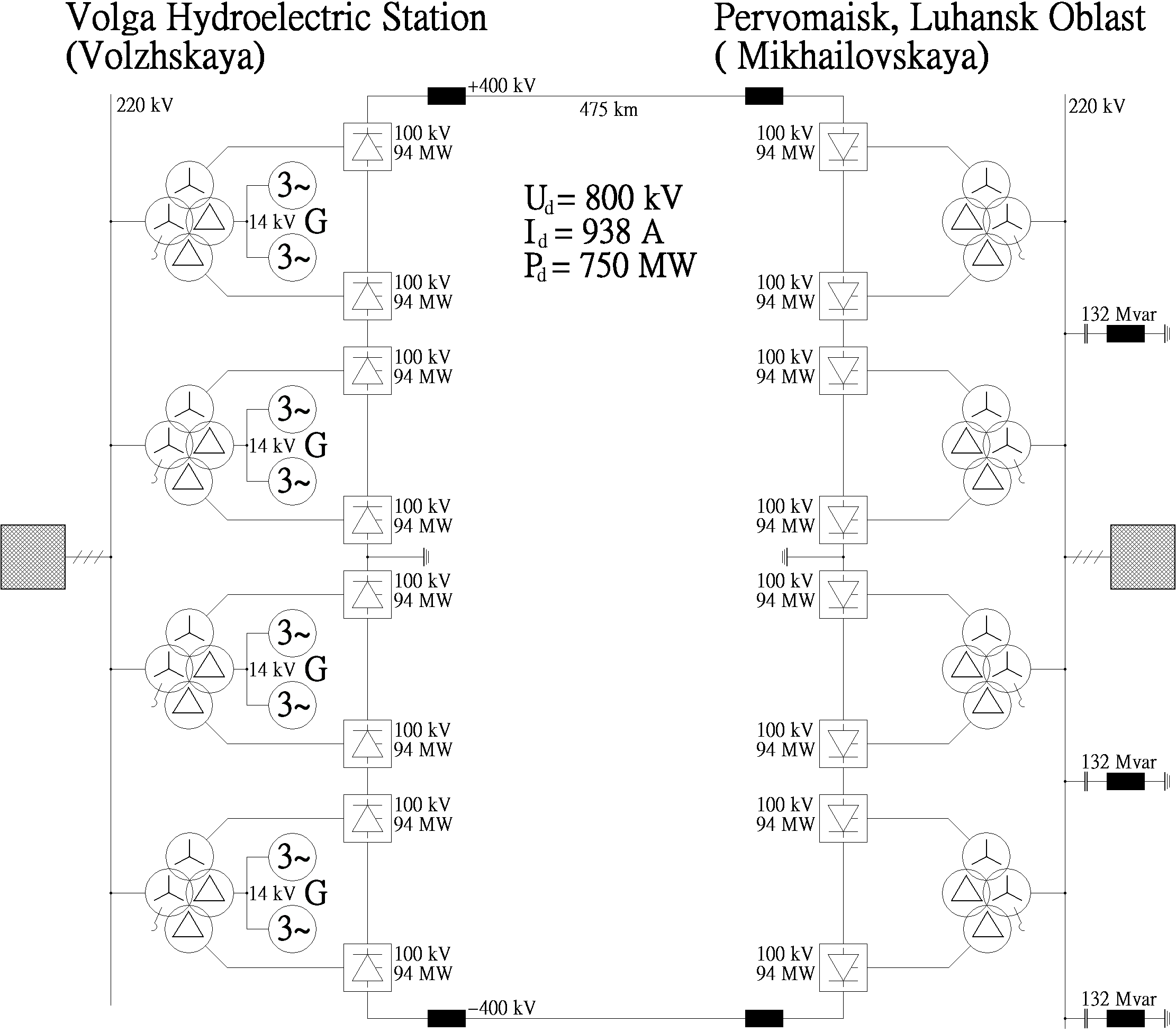
Schéma électrique

Les valves sont tout d'abord à diodes à vapeur de mercure. Elles ont alors une tension nominale de 50 kV. Entre avril 1974 et avril 1977, deux ponts de Graetz ont reçu des valves à thyristors. Chaque valve est alors constituée de 6 modules, chacun ayant 36 niveaux de thyristors, chaque niveau étant réalisé grâce à 3 thyristors en parallèle. Chaque valve a donc au total 648 thyristors refroidis à eau. Un module pèse une tonne. Des disjoncteurs permettent de court-circuiter une valve pour les opérations de maintenance.

### Ligne
La ligne est entièrement aérienne. Elle est constituée de deux conducteurs de section 600 mm2.

### Électrodes
Les deux électrodes sont réalisées avec une simple barre d'acier de diamètre 30 mm placée dans du charbon. L'une est située à 24 km de Volzhskaya a une résistance de 0,08 ohm, l'autre à 32 km de Mikhailovskaya a une résistance de 0,13 ohm. Deux conducteurs de section 240 mm2 servent dans chaque cas à relier les électrodes à leur poste de conversion respectif.